# Magic Rampage
Magic Rampage é um jogo de plataforma com elementos de puzzle e RPG desenvolvido e distribuído pela Asantee Games, com a criação gráfica do Estúdio Panda Vermelho. É uma espécie de continuação do Magic Portals, jogo menor com temática de magia e castelos lançado pela Asantee alguns anos antes.
A primeira versão beta de Magic Rampage foi lançada no dia 9 de outubro de 2013 , e o lançamento oficial para Android aconteceu em janeiro de 2014, logo também ganhando versões para iOS e para o console alternativo Ouya, onde ocupa, atualmente, a quinta posição entre os jogos mais populares da plataforma .Hoje também é poossível encontrar o jogo na plataforma Steam.
Em 2015, o Magic Rampage ganhou o selo de Escolha do Editor na Google Play , entrando também em 2017 para a lista "Jogos de plataforma móveis com qualidade de console" , ao lado de grandes nomes como o Super Mario Run e Limbo.
O jogo foi todo desenvolvido através do Ethanon Engine , programa de desenvolvimento de jogos criado pela própria Asantee Games. Já na Google Play, onde foi lançado inicialmente, o jogo ultrapassou a marca dos 2 milhões de downloads em abril de 2016  e 6 milhões de downloads em abril de 2019 [7].